# Црвеножили абутилон
Црвеножили абутилон (Abutilon pictum) први је описао Џон Гилис (John Gillies, 1792–1834) шкотски морнарички хирург, касније истраживач и ботаничар. Он је врсти дао назив Sida picta Gillies ex Hook. et Arn. у Botanical Miscellany, London 3(8): 154 (1833). Данас је то базионим, а признати назив Abutilon pictum (Gillies ex Hook. et Arn.) Walp. дао је немачки ботаничар Валперс (Wilhelm Gerhard Walpers, 1816-1853) 1842. у Repertorium Botanices Systematicae (Walpers) 1: 324. Назив рода по неким ауторима потиче од кованице арапске речи أبو (абу) отац и персијског назива за слез پنیرک (тула).; по другима од латинског а = не, без, bus = бик и tilos = дијареја, јер се биљка давала стоци против дијареје; или од арапског اوبوطيلون (авбутилун), што је назив за ову биљку? Епитет врсте pictum на латинском значи „насликан“. Српски назив може да се изведе из назива за Abutilon theophrasti Medik. који се код нас јавља као коров, а назива се липица, велики сљез, дуга конопља, желударка, жути слез, крстати сљез, мрачњак додавањем придева црвеножили, бразилски, јужноамерички или јаворолисни.

## Опис врсте
Брзорастући, зимзелени жбун снажних усправних грана. Расте 120–180 cm високо и 90–120 cm у ширину. Може да израсте и до 5 m, али с годинама губи на декоративности - постаје редак и извучен. Кратковечна биљка, живи 10–15 година.
Сјајни, тамнозелени наизменични листови, трo- до петo- (ретко седмо-) режњевити, слични јавору (redvein flowering maple!) дуги су 5–15 cm, обрасли звездастим длачицама, по ободу грубо назубљени, са израженим нервима на наличју.
Звонасти, актиноморфни, хермафродитни, полувисећи, појединачни цветови, од беле и жуте до ружичасте, наранџасте и црвене боје, пречника 5 cm, развијају се у пазуху листова. Цвет на дугој дршци (7–10 cm) без епикаликса са звонастом, зеленом чашицом, надутом у основи 2 cm дугом, на врху са пет издуженотроугластих, длакавих режњева. Пет објајастих, папирастих, дорзално длакавих круничних листића, дужине 3–4 cm и ширине 2–3 cm, са истакнутим тамноцрвеним нервима, преклапа се међусобно, у основи сраста са цеви коју граде филаменти прашника. Прашници бројни граде наранџасту цев на чијем врху су густо збијене жуте антере. Један синкарпни, длакави тучак настао из 10 карпела, са надцветним плодником, десетоок са 7-9 семених заметака по окцу; стубићи (10) љубичасти, жигови главичасти, тамнољубичасти. Цвета обилно месецима, од априла до септембра, а у подручјима без мраза током целе године. Као ентомофилна и орнитофилна врста привлачи лептире и друге инсекте, као и колибрије (у постојбини).
Шизокарпни збирни плод спљоштено лоптаст, кожаст, смеђ, длакав пречника 1,5–2 cm; 10 плодова радијално је распоређано и обухваћено круницом; појединачне чауре бубрежастог облика 15 mm дуге, 6 mm широке, са 7–9 семена.

## Ареал
Црвеножили абутилон потиче из јужног Бразила, Аргентине, Парагваја и Уругваја. Биљка је натурализована у Централној Америци и користи се широм света у хортикултури.

## Биоеколошке карактеристике
Захтева осунчано место или благу сенку, а у најтоплијој клими потребна јој је поподневна сенка; најбоље расте у равномерно влажном, богатом, добро дренираном земљишту. Ако се гаји на отвореном треба обезбедити заштићено место. Не подноси температуре испод 0 °C и дужу сушу. Биљкама највише одговара око четири до шест сати сунца, али цветају и у делимичној сенци. Врсте рода Abutilon отпорне су на медењачу (Armillaria mellea). Прихрањују се само у рано пролеће јер претерано ђубрење стимулише вегетативни раст, па цветање изостаје.

## Значај
Абутилон се гаји као популарна украсна биљка, за употребу у баштама у суптропској и умеренотоплој клими. У Европи је познатији као врста за цветне леје (као једногодишња биљка), а сади се и у жардињере или саксије, на терасама и балконима на отвореном у патијима или као биљка која презимљава у затвореном. Погодан је за гајење уз зид, као шпалир. Да би се контролисала величина и повећала густина биљка се орезује или се врхови закидају. На микроклиматски заштићенијим местима код нас изузетно може да опстане током топлијих зима када се у јесен обавезно орезује надземни део, а корен штити дебелим слојем малча. У пролеће развија моћне изданке (могу да израсту до 2 m) и на њима формира цветове исте вегетације.
Цветови, чији се пријатан, слатки укус повећава како сазревају, су јестиви, сирови или кувани.

## Размножавање
Размножава се свим врстама резница стабла: зеленим у пролеће, полузрелим лети, или зрелим крајем јесени и зими. Зреле резнице, 20–25 cm дуге, побадају се у баштенску земљу или у мешавину тресета и песка.

## Унутарврсни таксони
Као врло популаран род Abutilon има велики број унутарврсних и међуврсних култивара. Хач описује 525 култивара
Амерички оплемењивач John William Catlin (1919-2008) је бавећи се хибридизацијом и селекцијом врста из рода Abutilon преко 40 година створио многе култиваре. 
Најпознатија је његова серија  'Rainbow' која укључује следеће култиваре: 'Aurora' (наранџасти), 'Rainbow' (ружичасти) 'Sunbeam' (бели), и два жута 'Pot-O-Gold' и 'Canary Bird'.
Поред Кетлина оплемењивањем абутилона бавио се у Claude Hope (1907-2000)  из Коста Рике који је познат по својим компактним клоновима цветова пастелних боја, међу којима су најпознатији Bella хибриди: ‘Bella Deep Red’, ‘Bella Salmon’, ‘Bella Coral’, ‘Bella Vanilla’... Добро су прилагођени гајењу у посудама и висећим корпама.
Међу познатијим клоновима су и 'Ballerina', 'Nabof', 'Temple Flame', 'Albus', 'Ashford Red', 'Cloth of Gold', 'Rose Glow'...
Посебну групу чине таксони са панашираним листовима. Панашираност код ове врсте је последица вирозе изазване вирусом Abutilon mosaic bigeminivirus (акроним AbMV) који је пример „корисне биљне болести“ (beneficial plant disease) јер даје мозаичну панашираност листова интересантну за хортикултуру. AbMV преноси инсекатски вектор, бела мушица Bemisia tabaci (Gennadius, 1889) (Aleyrodidae). Преноси се и калемљењем, а не преноси контактом биљке са биљком, поленом и семеном. Овако заражене биљке комерцијализоване су као посебни клонови:
- Abutilon pictum ‘Mardi Gras’ (syn: Abutilon pictum ‘Aureomaculatum’) врло снажан клон 3 × 3 m, али може да се орезивањем одржава мањим, са великим зеленим листовима обилно испрсканим златним мрљама и уским светлонаранџастим цветовима.
- Abutilon pictum ‘Thompsonii’ – клон панашираних зеленим листовима са жутим пегама и наранџастим цветовима који су шири од претходног клона; носилац награде Краљевског хортикултурног друштва (Royal Horticultural Society’s Award of Garden Merit).[7]
- Култивар 'Pleniflorum' поред панашираних листова има дупле цветове.